# Xystrocera festiva
Xystrocera festiva là một loài bọ cánh cứng trong họ Cerambycidae.